# Luba (peuple)

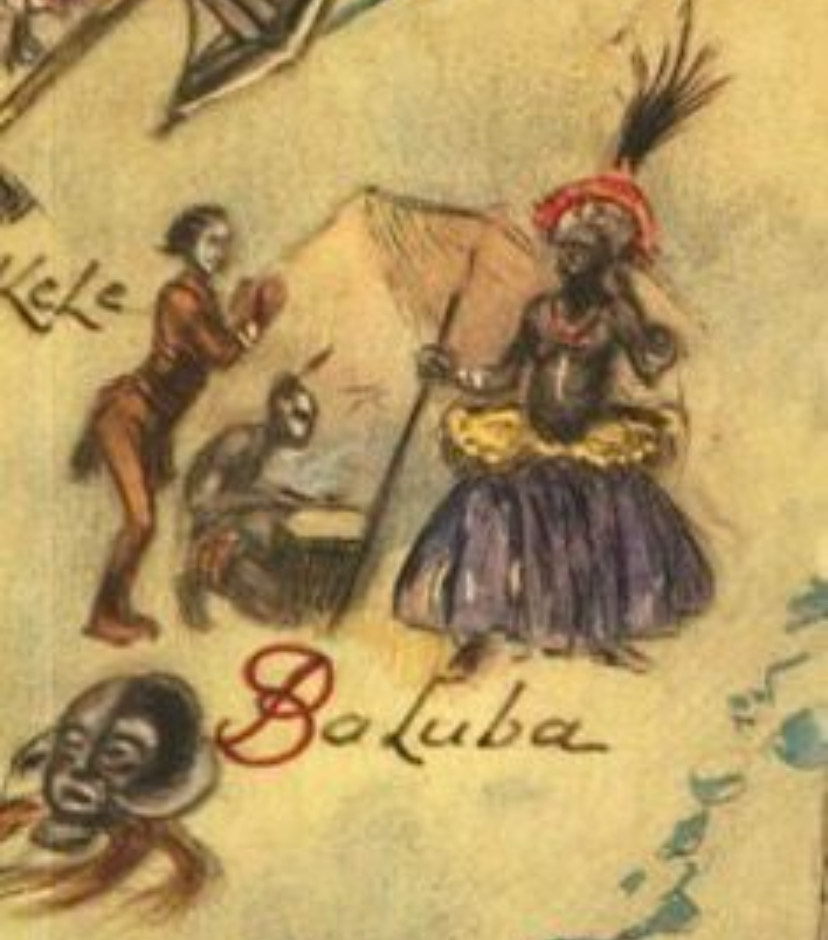
peuple Luba

 (juillet 2022).
- Si vous ne connaissez pas le sujet, laissez ce bandeau (vous pouvez alors contacter les auteurs).
- Si vous supprimez le contenu mis en cause (vous pouvez préalablement contacter les auteurs),

argumentez précisément cette suppression dans la page de discussion
(un manque de référence n'est pas un argument ; une recherche réelle de référence doit avoir été effectuée, être formellement documentée).
 (décembre 2020).
 (juillet 2013).
Si vous disposez d'ouvrages ou d'articles de référence ou si vous connaissez des sites web de qualité traitant du thème abordé ici, merci de compléter l'article en donnant les références utiles à sa vérifiabilité et en les liant à la section « Notes et références ».
Pour les articles homonymes, voir Luba et Baluba.
Les Lubas ou Baluba sont une population bantoue d’Afrique centrale établie principalement en république démocratique du Congo précisément dans les actuelles provinces du Kasaï, Kasaï-Oriental, Sankuru, Lomami, Kasaï-Central et dans l'ex-province du Katanga. Quelques communautés vivent aussi dans les pays voisins d'Afrique australe, notamment en Zambie et en Angola. Il y a en gros 4 branches Luba, notamment les Luba-Shankadi (y compris Bahemba, Bangubangu, Kasenga-Mamba, Songyé etc.) les Luba-Lubilanshi, les Lulua et le groupe Lunda-Tshiokwe qui comprend les Lunda.

## Ethnonymie
Selon les sources et le contexte, on rencontre de très nombreuses variantes et autres formes du thème telles que :
- Baluba, Ba-Luba, Balubas, Balouba, Luba, Lubas, Louba, Loubas, Waluba, Warua selon la graphie ou le mot d’emprunt ;
- selon le groupe:
  - Luba occidentaux, Luba-Lulua, Luba du Kasaï, Luba-Kasaï, Baluba-Bambo, Luba-Lubilanji,
  - Luba centraux, Luba du Katanga, Luba-Katanga, Luba du Shaba, Luba-Shaba, Luba-Shankadi (voire Luba-Shakandi, Luba-Shandaki, Luba-Shabanki), Luba-Samba ;
- selon les langues des groupes : Kiluba , Tshiluba ;
- autres : Kaluba, Kayumba, Laba, Mulongo, Nkondja, Nkulu.

On distingue deux grands groupes : les Luba du Kasaï et les Luba du Katanga. Selon la tradition orale, l'ethnie des Luba serait originaire du village de Nsanga Lubangu dans une région située aux alentours du lac Kisale et du lac Upemba dans le Katanga. [précision nécessaire] [réf. nécessaire].
Une autre version raconte que ces deux peuples seraient issue de deux frères rivaux. Vivant en paix dans le Katanga actuel, la royauté fut remise à un des frères qui demeura au Katanga, l'autre mécontent décida de s'en aller au loin vers le Kasaï actuel et fonda les baluba du Kasaï.
De nos jours on note une très grande exode rurale des peuples luba du Kasaï immigrant vers le Katanga.

## Conflits entre les deux grands groupes
Il est à noter qu'une rivalité de tres longue date existe entre ces deux grandes ethnies ( Luba du Katanga et Luba du Kasai). Les premiers réprochants aux deuxiemes d'être pas capables de s'adapter aux mœurs et coutumes du grand Katanga[réf. nécessaire]

## Histoire
- Si vous ne connaissez pas le sujet, laissez ce bandeau (vous pouvez alors contacter les auteurs).
- Si vous supprimez le contenu mis en cause (vous pouvez préalablement contacter les auteurs),

argumentez précisément cette suppression dans la page de discussion
(un manque de référence n'est pas un argument ; une recherche réelle de référence doit avoir été effectuée, être formellement documentée).
Autant pour les lignées du Royaume Luba à travers différentes lignées, les Bena (descendants directs) du roi et les Bakwa (beau-fils) du roi, qui font la force des Lubas ainsi qu'aux peuples en alliance avec les Luba. La filiation Luba au tshibawu se manifeste à travers la tradition de payer une amende pour réparation du tort causé à l'un ou l'autre frère de la fratrie par la cérémonie dirigée par les sages autour du Roi et au niveau de la famille, par le conseil familial[réf. nécessaire].
Selon la tradition orale, les Baluba seraient des chasseurs venus des régions et pays du nord-est du lac Kisale où ils se sont finalement installés[réf. nécessaire].
Le royaume Luba est le premier royaume dans le bassin du Congo vers le IIIe et le IVe siècle de notre ère[réf. nécessaire]. Sa stabilité était due à la "Tshibalwu" (l'union) qui lie toutes les ethnies. Les différentes ethnies "les bena" symbolisaient les descendants directs; et les "bakwa", les sujets, amis et migrants vivants dans en permanence dans l'une des contrées, chefferies sous la juridiction du chef/roi dont l'ensemble ou l’entité porte le nom de celui-ci. Le "Tshibalwu" stipulait et stipule encore à ces jours, dès qu'une ethnie était attaquée, tout le peuple luba devait combattre l'ennemi[réf. nécessaire].
Un autre adage qui caractérise les Luba : Kwa mukulu kantu, kwa mwakuni kantu : il faut qu'il y ait à boire et à manger dans toute la fratrie pour la paix sociale et l'absence de jalousie. Sous peine d'une contravention, il ne faut pas se méconduire à tous les niveaux. La loi de "Tshibindi ou l'interdit" est sanctionné par la peine de mort[réf. nécessaire].
Cette société Luba a connu un corps de différents métiers : les chasseurs, les pêcheurs, les ouvriers, les guerriers, les charpentiers, les agriculteurs, les éleveurs, les sculpteurs, les ouvriers du métal (cuivre), les bijoutiers (ornements ou colliers avec les pierres précieuses, couronnes royales en cuivre serties des diamants et de malachite), les sages qui entouraient le Roi pour diriger le royaume, faire le juge, penser à l'amélioration des aliments et des conditions de vie, la prospérité du royaume[réf. nécessaire].
De cette stratégie Luba, dans le bassin du Congo, pour toute œuvre artistique notable, le peuple travailleur, structuré et à chaque fois capable d'amener des changements, se retrouve dans cette lignée. Ceci permet de comprendre l'influence de la civilisation Luba à travers le temps, également en Angola, en Zambie, en Tanzanie, et jusqu'en Namibie[réf. nécessaire].
Vient ensuite le Royaume Lunda au VIe siècle et le royaume Congo au VIIe[réf. nécessaire].
Les Songye sont les descendants du fils insoumis Songye à son père, le roi du peuple originel vivant au bord du lac Moéro en Zambie. Pour des raisons de sécurité et de pérennité, le roi était chez les Luba venu faire épouser son fils insoumis vers le VIe siècle. Ils sont originaires du Lac Mweru Wantipa en Zambie. Le mariage s'était fait sur base d'une alliance entre la royauté luba et celle du Roi Songye pour écarter ce fils insoumis qui voulait attenter à son père et mettre de l'ordre sur la succession du côté du Lac Moéro. Le Roi Songye, par ce mariage, avait atteint deux objectifs : (1) faire l'alliance avec un royaume prospère et fort afin d'éviter d'être tôt ou tard envahi et (2) protéger son peuple et bénéficier de la science infuse de ce peuple, Luba.  Les luba, après le mariage, ont donné un territoire au fils insoumis accompagné d'un corps de garde, du côté de Kabinda au Kasaï Oriental. Cette lignée donne naissance au peuple communément appelé Songye du Congo aujourd'hui[réf. nécessaire].
Leur berceau est le Katanga, plus précisément la région du lac Kisale. Les Baluba se sont répandus dans presque tout le nord-est du Katanga et le Sud du Kasaï, formant ainsi différentes ethnies et tribus[réf. nécessaire]. Le premier empire Luba fut fondé vers le XIIIe siècle par Nkongolo Mwamba. Le deuxième empire Luba naît d’une sécession entre la lignée de Luluabourg (Lulua), de Mbuji-Mayi (Luba) et du Katanga (Luba sankaji), pour mettre la main sur les richesses du diamant et du métal rouge, le cuivre. Là est le déclin du royaume luba contrairement au discours que certains essayent de véhiculer comme quoi l’ethnie qu'on connait aujourd'hui sous le nom de Songye se trouvant au nord dont le père de Nkongolo Mwamba  était originaire, et les Baluba du Katanga au sud restés sous la direction d'Ilunga Kalala. Les luba du Kasaï Oriental fort de leur expérience de leur tradition de "Tshibawu et Tshibindi" et de leur envie d'un État structuré et ayant des corps de métiers, firent tout pour recréer l'empire luba au XIIe siècle. Pourtant son neveu, Ilunga Kalala fait mourir le vieux roi Kongolo vénéré depuis sous la forme d’un python. Au XVIe siècle l'État qu'ils créèrent, était organisé en chefferies décentralisées, qui s’étendait de la rivière Kasaï au lac Tanganyika. Les chefferies recouvrent un petit territoire sans véritable frontière qui regroupe tout au plus trois villages. Cependant les différentes chefferies sont liées par le commerce. leur système politique et d'organisation influencèrent beaucoup des peuples qui habités tout autour d'eux, qui les adoptèrent.
Les figures marquantes de cette monarchie Luba sont les rois Kongolo, Kalala Ilunga (XVIe siècle) et leurs successeurs Kasongo Nyembo et Kabongo[réf. nécessaire].
Les Baluba se fractionnèrent souvent, donnant naissance à d'autres tribus dont certains devinrent des ethnies à part entière, telles les Baluba du Kasai, les Lundas, les Babemba, les Baholoholo, les Babwari, les Basanze, les Bavira, sans oublier les Bagoma, les Bajiji ainsi que les Bafipa dont une grande partie se trouve maintenant en Tanzanie, etc.[réf. nécessaire]
Ainsi le Mwata Yamvo, empereur lunda est né d’un père luba, et Moïse Tshombe, un de ces descendant, est donc aussi d’origine luba. Au XIXe siècle, les Baluba du Kasaï ne purent faire face aux assauts des Tchokwés, et Lélés; Les Baluba du Katanga à celui des Yékés[réf. nécessaire].

### La guerre contre Tippo-Tip
Le commerce de l'esclavage règne avec Tippo-Tip (1837-1905), venu du nord en suivant la première route, le fleuve Nil, jusqu'à son embouchure au nord du Congo dans les montagnes. Après avoir occupé le nord du bassin du Congo, il se dirige vers une deuxième route en suivant la côte de l'océan indien, et parvient en Tanzanie. En poursuivant les esclaves dans toute cette région, qu'il occupe facilement, il entreprend de remonter les rivières qui forment les sources du fleuve Congo. Il capture le Roi des Songye et met en esclavage la population. Il commence la conquête du peuple luba et fait prisonnier les Songye du Kasaï. Pour protéger sa population, le Roi des Songye Lumpungu conclut un accord pour trahir la couronne luba et permettre à Tippo-Tip d'en faire des esclaves. La guerre s'engageant entre ces populations d'autant plus que le royaume luba est très structuré avec des métiers. Il y a plusieurs fronts dont celui de l'est amené par Tippo-Tip lui-même qui voit reculer les luba en cédant une partie de l'actuel Katanga aux guerriers venus de la Tanzanie et de la Zambie qui se disent, aujourd'hui, les véritables katangais. Les conquêtes de Tippo-Tipp se manifestent par la langue swahili.
Ayant des difficultés sur le front de l'est, Tippo-Tipp attaque les luba en venant vers le nord. Il fait prisonnier les Songye et leur Roi Lumpungu. Il conclut un accord pour protéger son peuple et faire des luba des esclaves. Il trahit le « tshibawu » et amène le peuple Songye dans une guerre avec les luba. Lumpungu est pendu à l'arrivée des Belges qui mettent fin à l'esclavage de Tippo-Tipp après que ce dernier leur a montré la route et le commerce de l'ivoire. Stanley sauve ainsi les luba de l'extermination et de différentes guerres.

### La colonisation

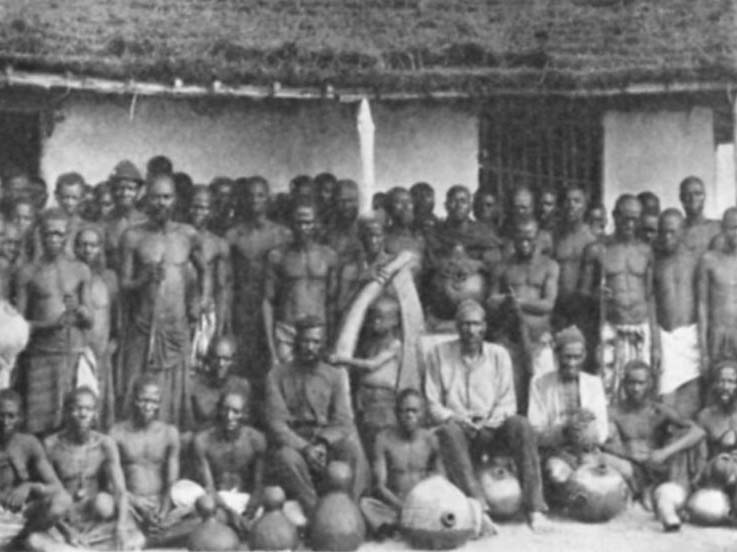
Un groupe de Balubas (expédition Wissmann, 1908).

En 1897, Léopold II a rayé les chefferies Luba de la carte et engloba leurs territoires dans son État Indépendant du Congo. Leurs territoires furent confiés à des compagnies concessionnaires dont la Compagnie du Kasai et la compagnie du Katanga.

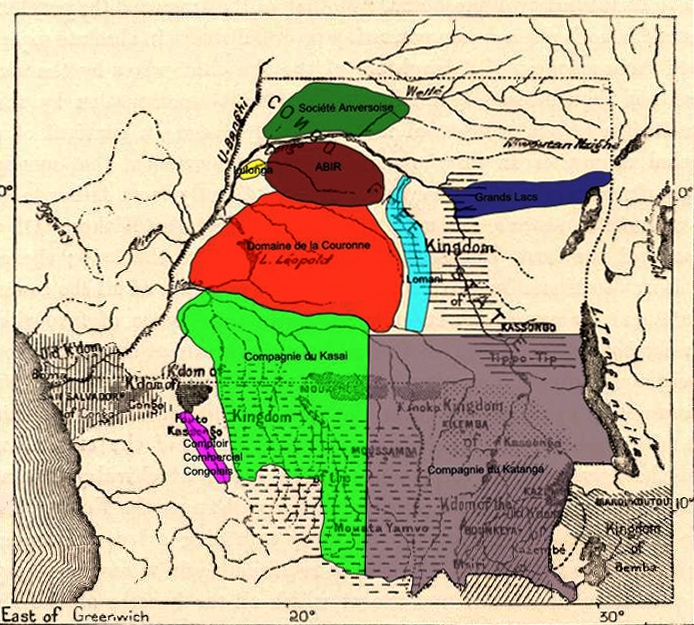
Compagnies concessionnaires de l'État Indépendant du Congo, la Compagnie du Katanga en gris et la compagnie du Kasai en Vert

les Baluba du Kasai  furent ensuite presque décimés par le travail forcé qui leur fut imposé afin de récolter du caoutchouc sauvage (famine, épuisement).
Léopold II imposa la Force publique comme armée et police pour surveiller les populations.
De nombreux Baluba-Kasai furent également déportés plus au sud, au Katanga pour travailler dans les mines de Lubumbashi, Likasi, Kolwezi, etc. Jusqu'à aujourd'hui leurs descendants les Bakasai forment une minorité ethnique au Katanga, où ils ont été victimes d'épuration ethnique deux fois, d'abord en 1961-63 puis en 1990-94.
En 1907, Léopold II confia l'éducation des Congolais au Vatican jusqu’à la fin de la colonisation belge (1960); l'église travaillera main dans la main avec les autorités coloniales, la religion chrétienne devient alors la religion officielle. Imposée dans les écoles, n'importe quel individu est baptisé à la va vite, les anciens cultes africains sont interdits. Les nombreux missionnaires veillent cependant à ce que personne n'échappe aux travaux forcés, et la Force publique veille à ce que chacun aille à l'église.
Auparavant les balubas vénéraient leurs ancêtres morts résidant au ciel et devant les protéger. Il y avait également des oracles (lubuko) avec des divinateurs. Au Kasai, les prêtres flamands ont néanmoins transcrits et enseigné le tshiluba dans les écoles au côté du français. Les Balubas ne connaissaient pas la propriété privée, la notion de vendre un terrain est arrivée avec la colonisation.
Le Belge a détruit la tradition luba en tissant la jalousie et la zizanie en suscitant la haine entre les différentes lignées des ethnies luba pour la succession du pouvoir en opposant la lignée de Luluabourg (Lulua) dans l'actuel Kasaï Occidenal, de Mbuji-Mayi (Luba) dans l'actuel Kasaï Oriental et du Katanga (Luba sankaji) pour mettre la main sur les richesses du diamant et du métal rouge, le cuivre. Là est le déclin du Royaume Luba.

### L'indépendance
En 1960, lors de l'indépendance du Congo belge, Albert Kalonji, président du MNC-Kalonji, se proclame empereur des Luba du Kasai (Luba-Mulopwe) et chef d’État du Sud-Kasaï. Cela durera jusqu’au mois de septembre 1962[réf. nécessaire]. Notons que ce dernier Luba du Kasai etait aller passer un temps aupres des lubas du Katanga d'ou il tira le titre de Mulupwe. Mulopwe est un titre de Roi, Emepereur Luba du Katanga.

## Population
- Si vous ne connaissez pas le sujet, laissez ce bandeau (vous pouvez alors contacter les auteurs).
- Si vous supprimez le contenu mis en cause (vous pouvez préalablement contacter les auteurs),

argumentez précisément cette suppression dans la page de discussion
(un manque de référence n'est pas un argument ; une recherche réelle de référence doit avoir été effectuée, être formellement documentée).
En république démocratique du Congo, les Lubas sont l'ethnie la plus importante (20 % à 25 % de la population) : environ 6 millions dans le Kasaï-Occidental. Certains d'entre eux sont appelés les lulua et non pas les Luba : 11 millions dans le Kasaï-Oriental, 5 millions dans le Katanga un peu entre eux qui étaient chassés dans leur localité à la suite des commandes de Mobutu pour ses propres intérêts, 1 million dans le Maniema et au moins plus au moins 4 millions dans la capitale Kinshasa où ils sont la majorité dans la capitale congolaise[réf. nécessaire].
Une minorité de Balubas vit aussi dans l'Angola voisin, la colonisation européenne a séparé le même groupe ethnique[réf. nécessaire].
Toutefois la notion Baluba est difficile à cerner parce qu'en parlant des Baluba on fait allusion à plusieurs groupes :
- Lulua de l'Occident sont aussi appelés Lubas parce qu'ils parlent aussi la langue Luba ;
- les Baluba du Kasaï (Luba-Lulua, Luba-Kasaï, Bakasaï, ou Baluba « occidentaux »).

Ce sont les peuples établis dans les vallées des rivières : Lubilanshi, Lulua jusqu'à l'est de la rivière Kasaï et au sud de la Sankuru. Ils situent leur origine à Nsanga Lubangu ou (Nsanga-a-Lubangu) quelque part au Katanga dans la région du lac Kisale et du Bupemba [précision nécessaire], ils ont émigré au Kasai dans leur emplacement actuel par vagues d'immigration successives entre les XVIe et XIXe siècles, et c'est ce qui justifiait leur classification en tribus actuelles. On les trouve au Nord-Ouest des Baluba du Katanga dans la région du Kasaï[réf. nécessaire].
Leur langue est le tshiluba qui est distincte du kiluba parlé par les Baluba du Katanga.
Contrairement aux Baluba du Katanga, les Baluba du Kasaï n'étaient pas organisés en royaume, mais en chefferies indépendantes les unes des autres avec comme instrument d'union la langue commune à eux tous, le tshiluba. Les chefferies étaient fondées sur la notion de tribu qui regroupait quelques clans en son sein. Quelques tribus Luba-kasai : Bakwa-Bowa, Bakwa-Dishi, Bakwa-Luntu, Bakwa-Ngoshi, Bakwa-Konji, Bajila-Kasanga, Bakwa-Mulumba, Bakwa-Kalonji, Bakwa-Beya, Bakwa-Biayi, Bena-Mpuka, Bakwa-Nyambi, Bakwa-Kasanzu, Bakwa-Ndaba etc.
Les Baluba du Kasaï peuvent encore être divisés en trois : Bakwa-Luntu et Bakwa-Konji (Baluba du territoire de Dimbelenge dans le Kasaï-Occidental), Bena-Lulua (Baluba du Kasaï-Occidental à l'exception du territoire de Dimbelenge), Bena-Lubilanji (Baluba Lubilanji ou Baluba du Kasaï-Oriental) suivant leurs ascendances et vagues d'immigration. Du côté Luluas Kalamba Mukenge tentera de monter une chefferie "Le royaume de Bashilange" englobant  toutes les tribus et clans Luluas vers 1880-1890 avec l'appui des Européens dans sa région, mais son autorité n'avait pas été reconnue et acceptée partout. Néanmoins il avait réussi à passer comme le représentent de ce groupe Lulua auprès de l'autorité coloniale[réf. nécessaire].
Après l'indépendance du Congo en 1960, Albert Kalonji fit sécession du Sud Kasaï et se proclama Mulopwe de Baluba (Bena-Lubilanji) qui dura jusqu'en 1962[réf. nécessaire].
Il faut signaler que cet article traite de ces deux peuples en même temps.
- les Baluba-Sanga (Basanga, Baluba « méridionaux »): situés au sud de Baluba-Kat, ils parlent le Kisanga (Kiluba-sanga) ;
- les Baluba-Hemba (Bahemba, Baluba « orientaux »): situés à l'est de Baluba-Kat, ils parlent le Kihemba (Kiluba-Hemba) ;
- les Batumbwe ;
- les Bakunda.

 Les autres groupes lubas sont :

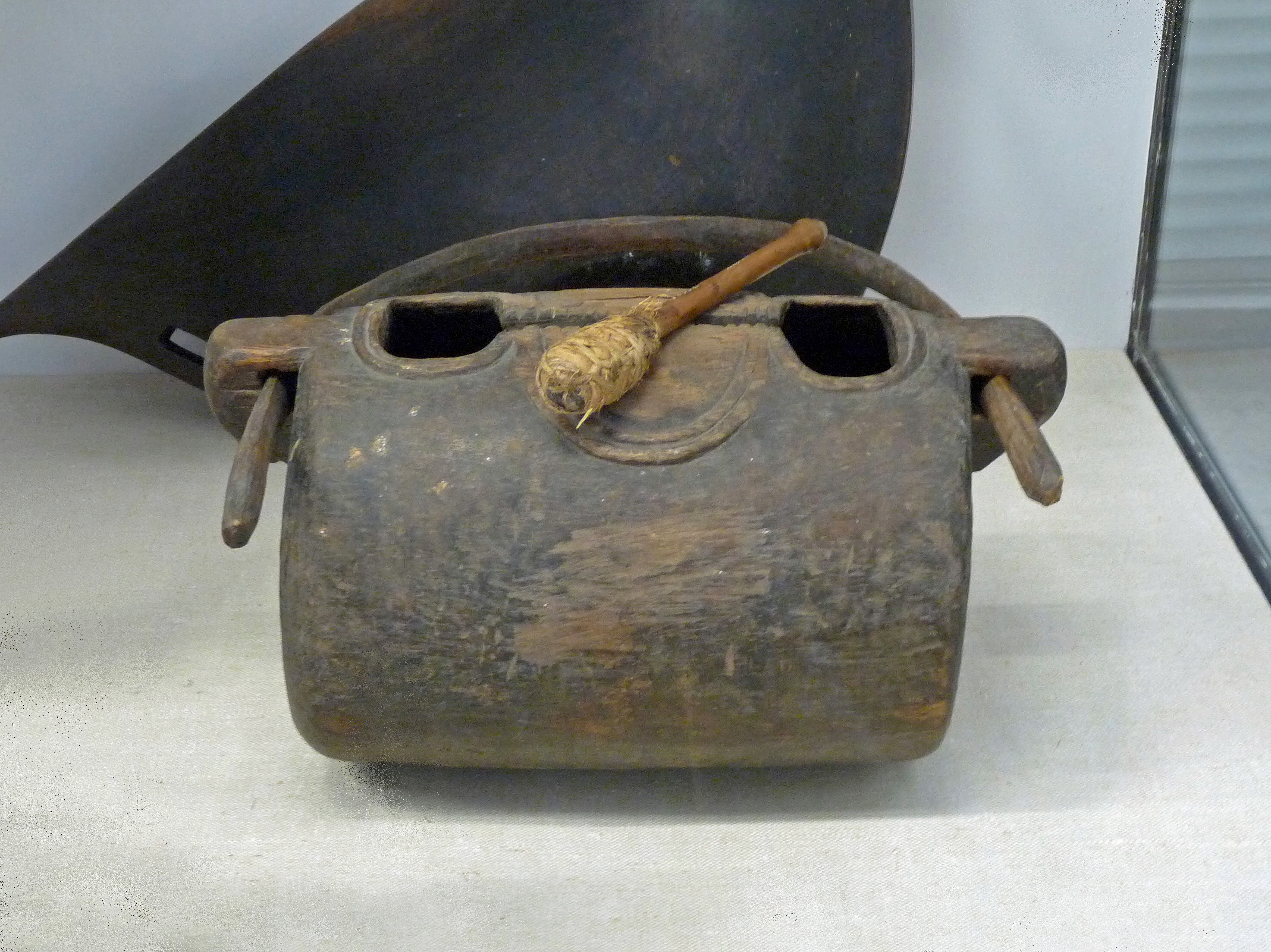
Tambour à fente bangubangu

- Balunda (Lundas, Luba-Lunda, Arunds, Karunda) ;
- Koande : langue Kikaonde (chikaonde, Luba-kaonde) ;
- Bemba ;
- Tabwa ;
- Lamba ;
- Songye (peuple) ;
- Kanyok ;
- Lwalwa ;
- Bangubangu;
- Babindji ;
- Basalampasu ;
- Bakwa-Mputu : langue, Luna (Luva, Luna-inkongo, Luba nord-ouest) ;
- Babuyu ;
- Bazimba ;
- Bazula ;
- Bahombo ;
- Balala ;
- Babisa ;
- Bafipa ;
- Babwari ;
- etc.

```
 . Tous ces Baluba (
1
er
 et 
2
e
 groupes) étaient désignés sous le nom de 
Bana Ba Ilunga Mbidi
 (enfants de Ilunga Mbidi : qui est l'ancêtre commun le plus lointain à eux tous) ou Bana Ba Muluba (Bana BaMuluba, pour éviter la confusion avec le terme Baluba qui est plutôt restreint
[
réf.
 
nécessaire
]
.
```

## Culture et société

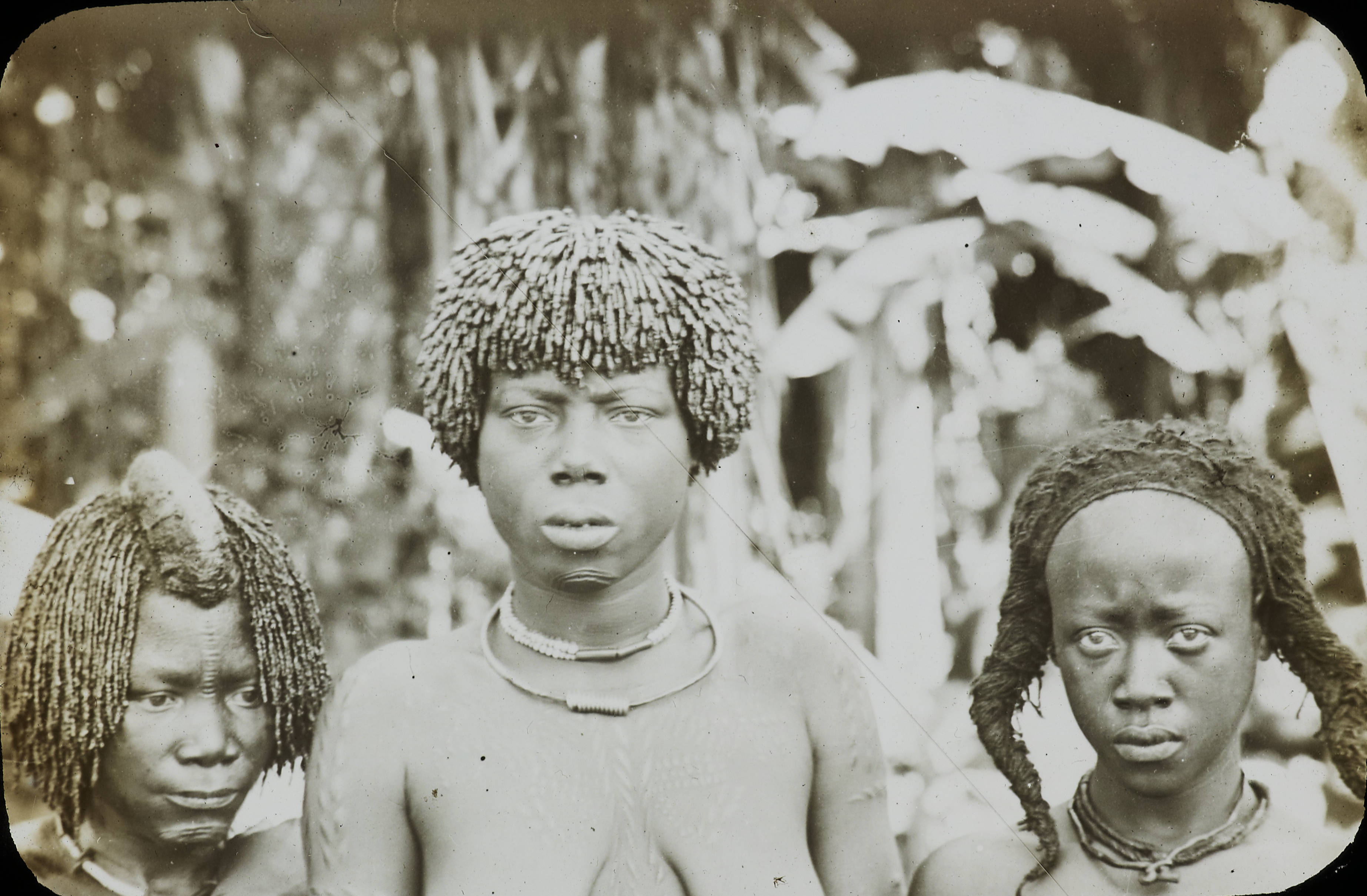
Trois femmes Mongo (Equator Province) (Mission “Balolo”) aux coiffures élaborées et traduisant, comme les scarifications l'histoire, l'ethnie, le statut et la profession d'une personne. Ces signes contribuent aussi à la socialisation des personnes.
(Photographies faites durant l'époque coloniale du Congo belge, par la mission interconfessionnelle Congo-Balolo Mission).

### Arts

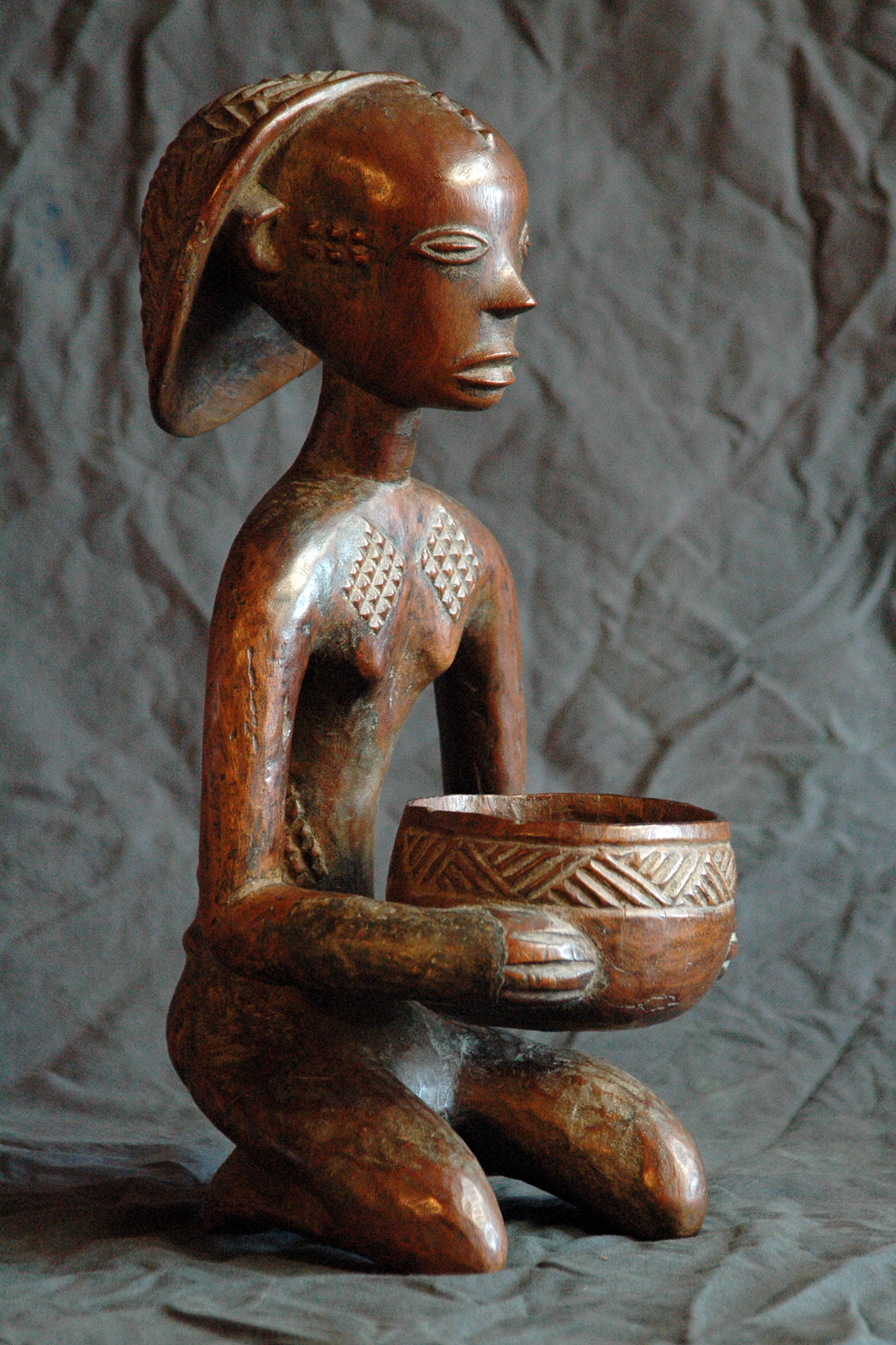
Porteuse de coupe Luba collectée région Lac Kisale (Congo) – circa 1915 (collection Philippe Pellering).

Les Lubas sont plus connus comme guerriers que comme artistes.
Les sculptures luba représentent souvent des femmes – femme porteuse de coupe ou femme venant d'accoucher, par exemple –, ce qui reflète l'importance qui leur est accordée au sein de la société. Le prestige de l'empire luba explique aussi les nombreux objets exaltant sa puissance : sceptres porte-flèches, sabres, sièges à caryatides ou tambours de cérémonies. S'y ajoutent nombre d'amulettes, de vases et de masques (masque-heaume ou masque-cloche). Malgré le hiératisme de certaines figures, les angles sont généralement adoucis, le bois est sombre, poli et patiné. 

### Famille
Quand un couple souhaite se marier, le futur époux demande l'avis de ses parents qui lui remettent symboliquement une somme d'argent comme droit de la parole que la fille présentera à ses parents pour annoncer qu'un garçon a porté le regard sur elle et une fois que les parents de la fille ont accepté la demande, le garçon se présentera avec sa famille avec à la délégation un proche pour la cérémonie de pré-dot (kifungamulango en swahili, littéralement serrure ou fermeture de la porte), c'est-à-dire une fois la cérémonie terminée, la poudre sera versée sur la fille qui devient alors propriété privée du garçon et la famille ne pourra plus prendre la dot de quelqu’un d'autre si ce n'est le garçon.
Mais s'il faudra noter que la pré-dot est toujours versée deux fois le même jour ou deux séparer pour la confirmation de la détermination de l'engagement que le garçon a pour la fille. Puis il doit apporter à boire et la nourriture pour que les parents de la fille puisse manger et lui demander la dot. La famille de la mariée demande ensuite une dot comprenant :
- des biens pour la mère (ou la tutrice) :
  - un ou deux pagnes de premier choix ou son équivalent en argent,
  - une chemise,
  - une paire de chaussures,
  - un mouchoir de tête,
  - une grande casserole pouvant convenir une grande famille,
  - une somme d'argent pour couture du pagne en un modèle afrique d'habille du moment,
  - une couverture de lit,
  - un bidon d'huile de cuisine de 20 litres,
  - un sac de sel de cuisine de 50 kg ;

- des biens pour le père (ou le tuteur) :
  - une veste complet ou son équivalent en argent,
  - une chemise,
  - une paire de chaussures homme,
  - une cravate,
  - une somme d'argent en remplacement d'un bien traditionnel (une arme par exemple) ;

- une somme d'argent suffisante pour financer :
  - un poids éducationnel symbolique,
- les cérémonies des cuisines les MASOBO (cuisine pour le gendre),
- pas de feu pour le garçon pour lui souhaiter la bienvenue dans la famille de la fille et lui permettre de manger tout ce qu'il trouvera dans la maison en tant que fils de la maison.

## Personnalités
- les rois Kongolo, Kalala Ilunga (XVIe siècle) et leurs successeurs Kasongo Nyembo et Kabongo.
- Héritier Watanabe
- Étienne Tshisekedi
- Félix Tshisekedi
- Bill Clinton Kalonji
- Jackson Muleka
- Spilulu
- Albert Kalonji
- Lourenço da Souza Coïmbra
- Gabriel Kyungu wa Kumwanza
- Kabengele Munanga
- Samy Badibanga
- Joseph Kabila[5]
- Laurent-Désiré Kabila[5]
- Bruno Tshibala
- JB Mpiana
- Nicolas Kazadi
- Tshala Muana
- MJ 30
- Dikembe Mutombo
- Olivier Tshimanga

## Galerie

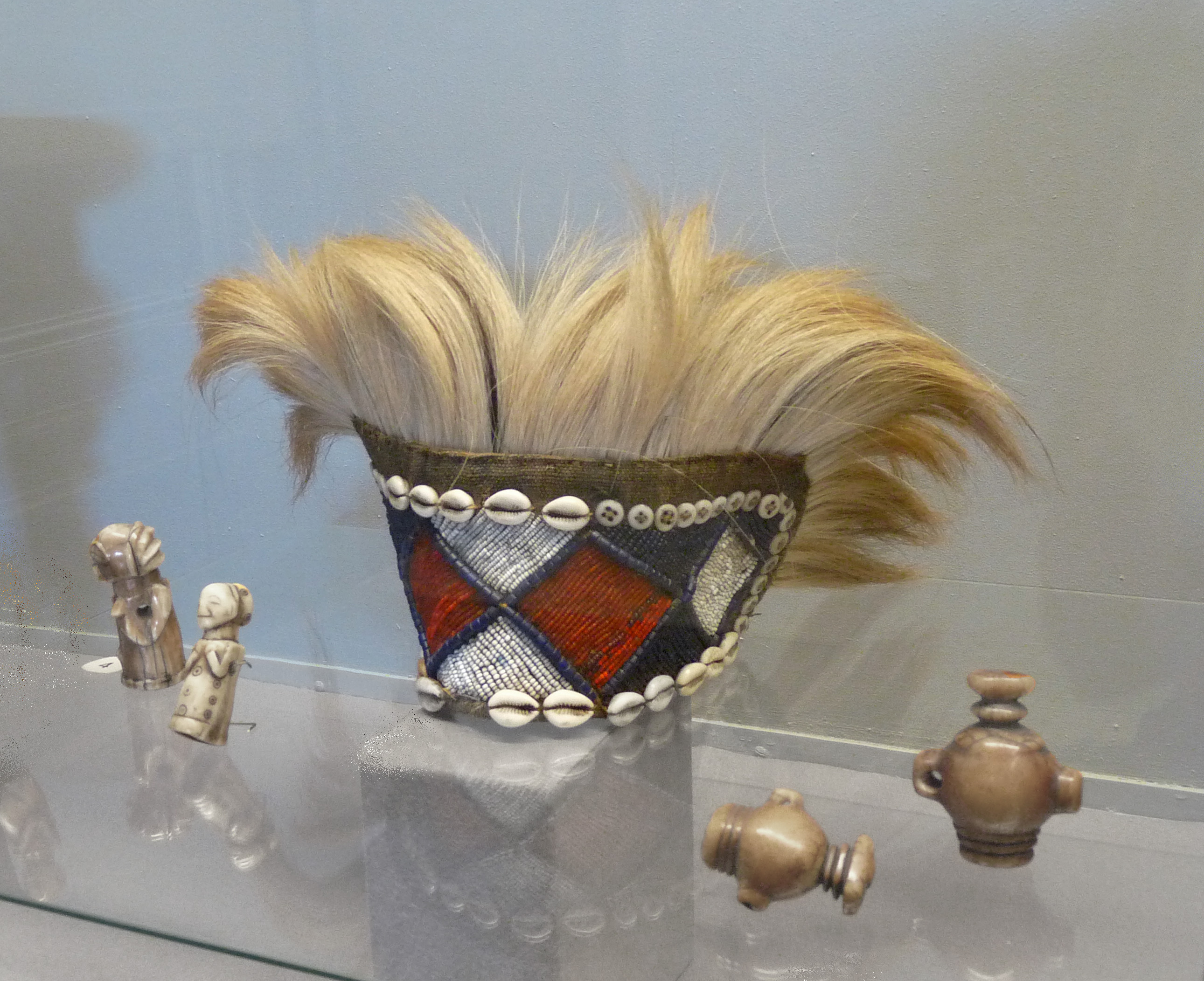
Coiffure Luba (république démocratique du Congo, Afrique centrale). Musée royal de l'Afrique centrale, Tervuren, Belgique.
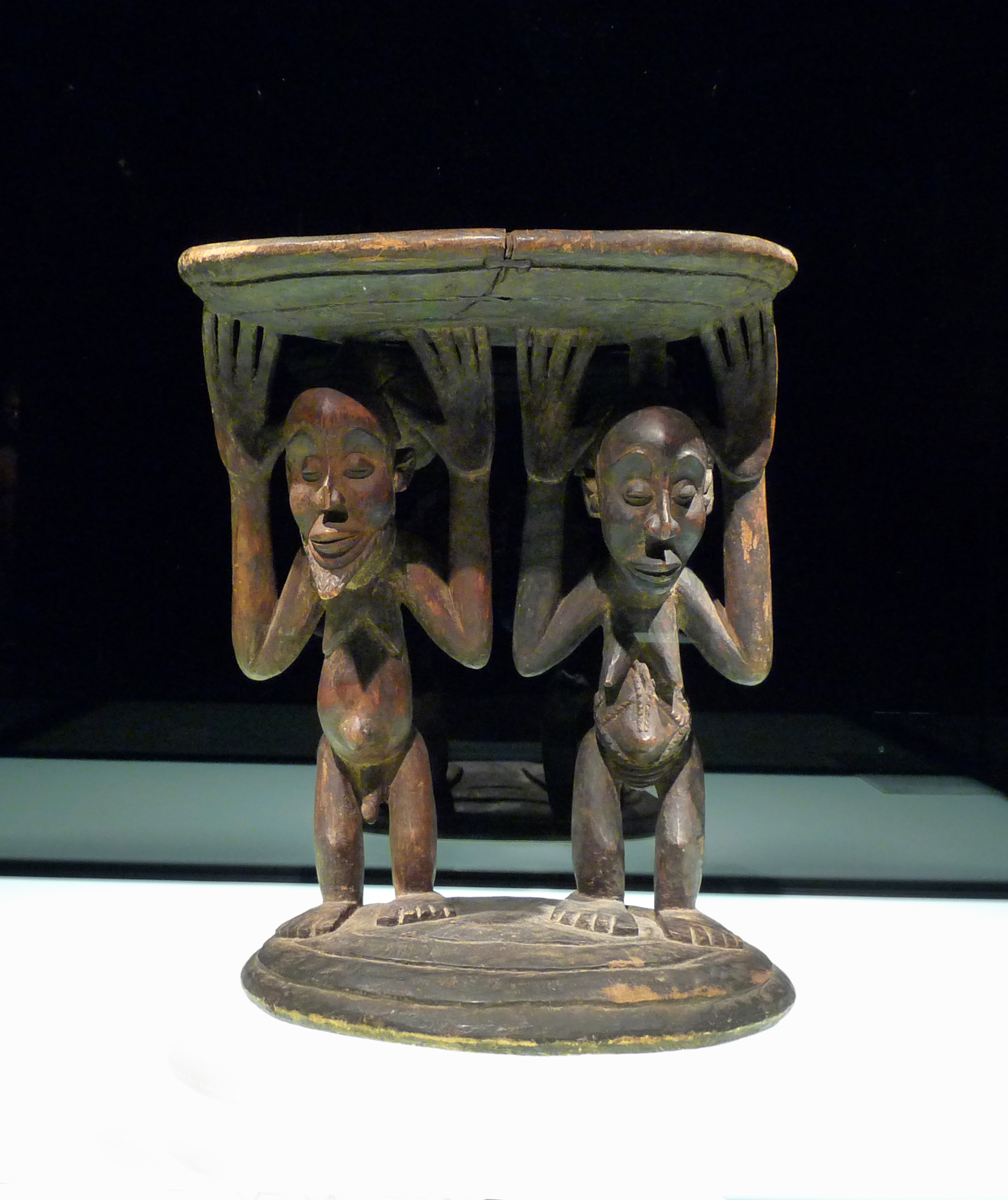
Tabouret à caryatides du "Maître de Buli" au Musée ethnologique de Berlin.
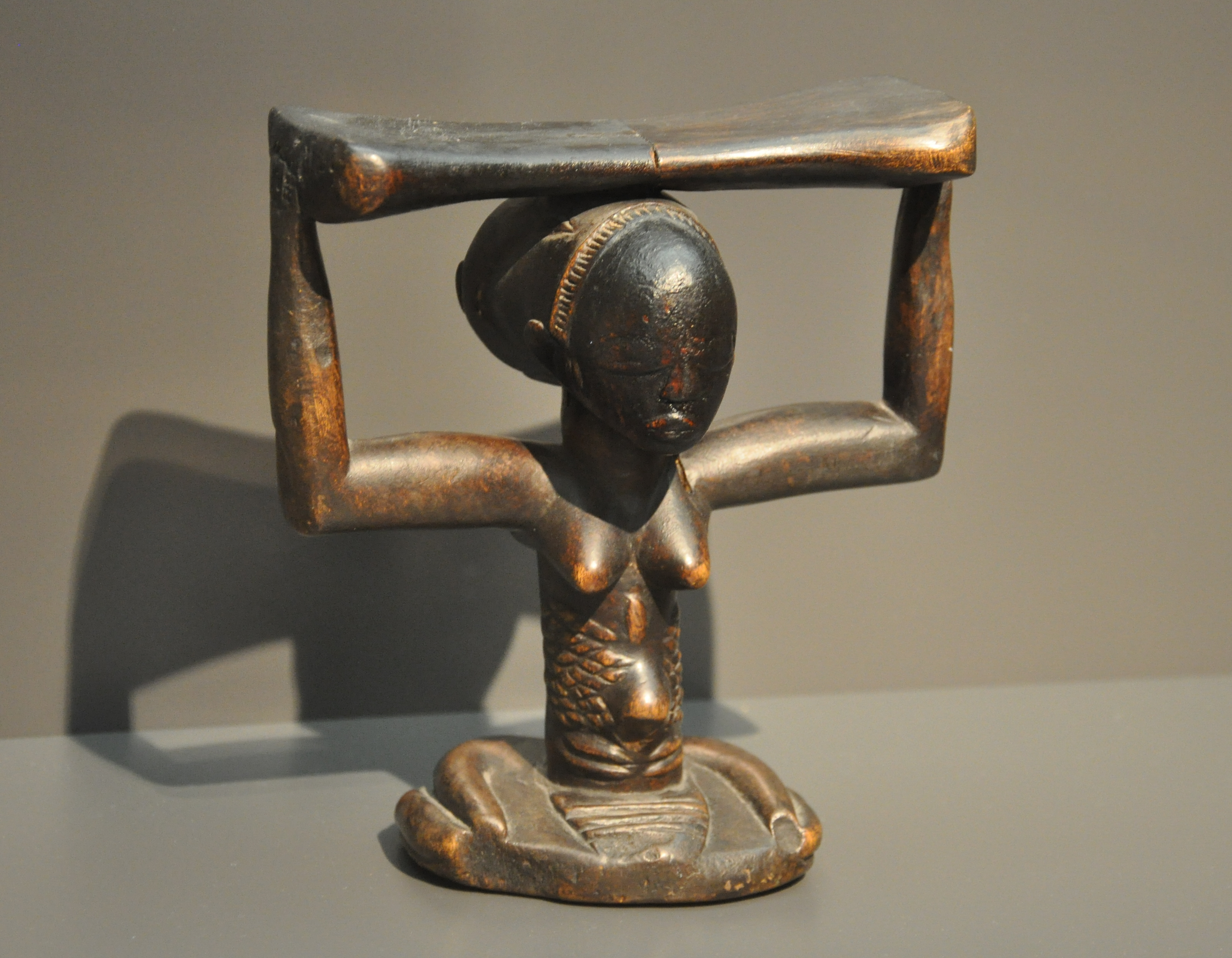
Statuette au Museum Rietberg, Zürich.
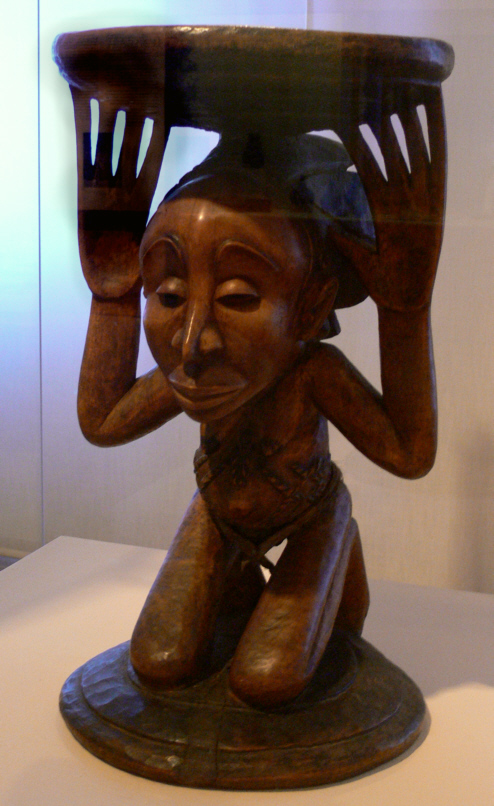
Siège à cariatide Chef-d'OEuvre du "Maître de Buli" au Linden-Museum, Stuttgart.
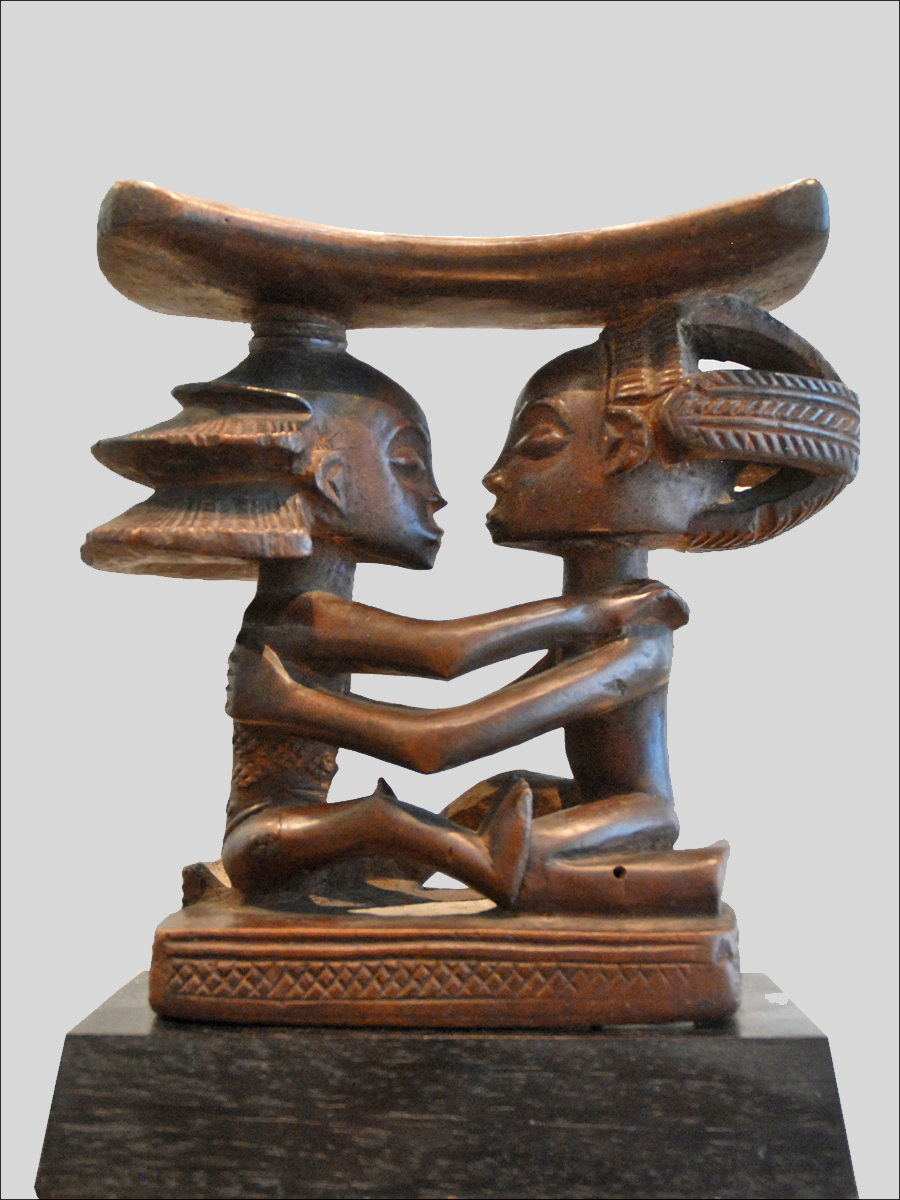
Statuette au Musée du Quai Branly.
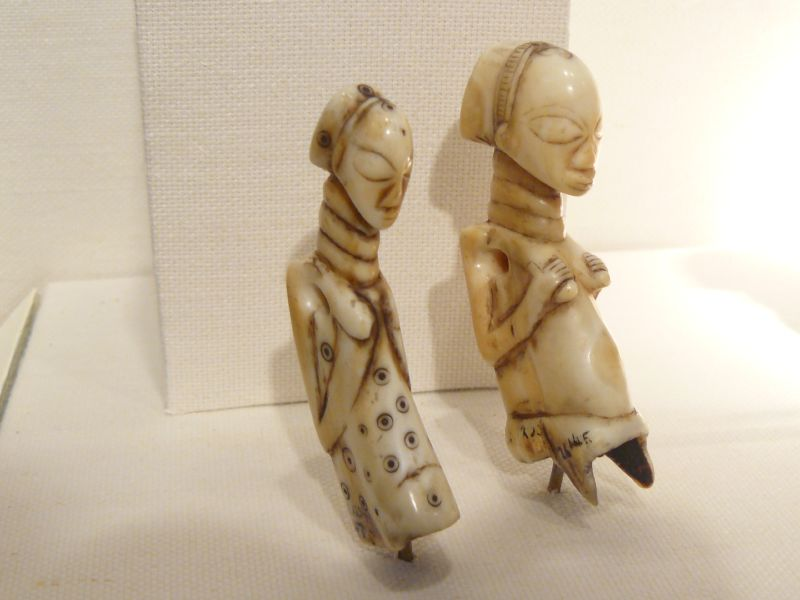
Dents d’hippopotame sculptées Brooklyn Museum.

### Discographie
- (en) Congo - Kanyok And Luba : Southern Belgian Congo, Sharp Wood Productions, 2000 (enregistrements 1952 et 1957)
- (en) Zaïre : Tombe Ditumba Music of the Luba Shankadi of Shaba, Fonti Musicali, 1994 (enregistrements 1970-1973)